# FIFA-Weltfußballer des Jahres 1997

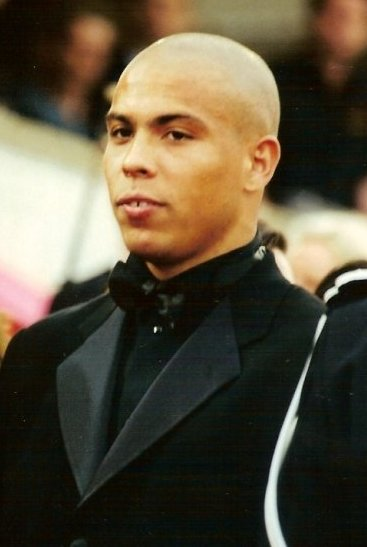
FIFA-Weltfußballer des Jahres 1997:
Ronaldo

Der FIFA-Weltfußballer des Jahres 1997 (damals noch FIFA World Player) wurde am 12. Januar 1998 im Disneyland Paris gekürt. Es war die siebte Vergabe der 1991 vom Fußballweltverband FIFA eingeführten Auszeichnung „FIFA-Weltfußballer des Jahres“. Gewinner der Auszeichnung war der Brasilianer Ronaldo.

## Abstimmungsmodus
Der Gewinner wurde durch eine Abstimmung unter 121 Nationaltrainern der Welt ermittelt. Diese nannten jeweils die drei ihrer Meinung nach besten Fußballer, wobei keiner der drei aus ihrem eigenen Land stammen durfte. Eine Nennung an Platz eins brachte fünf Punkte, ein zweiter Platz drei Punkte, der dritte Platz einen Punkt. Danach wurden die Punkte addiert.

## Ergebnis (Top 10)
- Platzierung: die Platzierung, die ein Spieler erzielt hat.
- Name: Name des ausgezeichneten Spielers.
- Nationalität: Nationalität des ausgezeichneten Spielers.
- Verein: Verein, für den der Spieler in dem Kalenderjahr aktiv war. Wenn ein Spieler den Verein gewechselt hat, wird der abgebende Verein an erster Position genannt.
- Stimmen: die insgesamt erhaltenen Stimmen aller Länder.

| Platzierung | Name                 | Nationalität | Verein                           | Stimmen |
| ----------- | -------------------- | ------------ | -------------------------------- | ------- |
| 1.          | Ronaldo              | Brasilien    | FC Barcelona / Inter Mailand     | 480     |
| 2.          | Roberto Carlos       | Brasilien    | Real Madrid                      | 85      |
| 3.          | Dennis Bergkamp      | Niederlande  | FC Arsenal                       | 62      |
| 3.          | Zinédine Zidane      | Frankreich   | Juventus Turin                   | 62      |
| 5.          | Raúl                 | Spanien      | Real Madrid                      | 51      |
| 6.          | Alessandro Del Piero | Italien      | Juventus Turin                   | 27      |
| 7.          | Davor Šuker          | Kroatien     | Real Madrid                      | 20      |
| 8.          | Gabriel Batistuta    | Argentinien  | AC Florenz                       | 16      |
| 8.          | Alan Shearer         | England      | Newcastle United                 | 16      |
| 10.         | Leonardo             | Brasilien    | Paris Saint-Germain / AC Mailand | 14      |
| 10.         | Peter Schmeichel     | Dänemark     | Manchester United                | 14      |